# Phyllagathis pulcherrima
Phyllagathis pulcherrima är en tvåhjärtbladig växtart som beskrevs av Madhavan Parameswarau Nayar. Phyllagathis pulcherrima ingår i släktet Phyllagathis och familjen Melastomataceae. Inga underarter finns listade i Catalogue of Life.